# Kolejový trojúhelník
Kolejový trojúhelník (na železnici častěji kolejový triangl) je kolejiště uspořádaná do trojúhelníka sloužící k otáčení kolejových vozidel pomocí příjezdové koleje, jedné (případně dvou) kusých kolejí a dvou až tří výhybek. Vozidlo na příjezdové koleji (která může být kusá nebo průběžná) zastaví za výhybkou, která se přestaví. Vozidlo zacouvá na boční kusou kolej a po přestavení výhybky vyjede otočené zpět.

## Železniční doprava

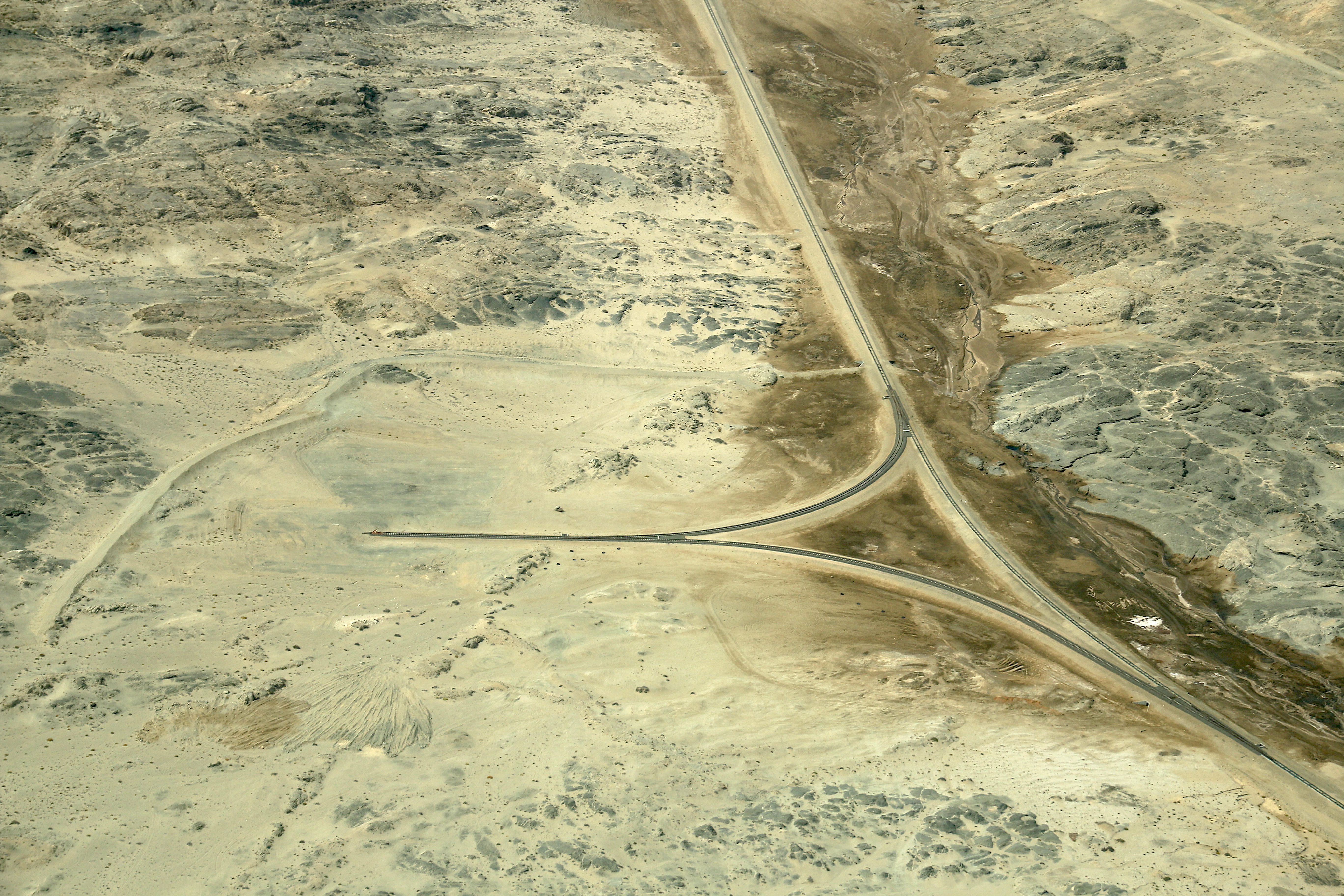
Kolejový trojúhelník na železnici v Namibii

Takto se otáčely lokomotivy v depu v Kladně (pokud zde byla kdysi před remízou točna, musela být malá), dále v Letohradě, v Horním Dvořišti (při rekonstrukci snesen) i v Summerau, kde je zachován dodnes.
Pro otáčení železničních vozidel se využívají či v minulosti využívaly trojúhelníky u některých železničních stanic, odkud vedou tratě dvěma směry, např. zaústění Negrelliho viaduktu u Masarykova nádraží v Praze, u stanice Kunovice na Vlárské dráze, u stanice Meziměstí nebo zachovaný trojúhelník u stanice Mutěnice na zrušené trati Kyjov–Mutěnice.

## Tramvajová doprava

Tramvajové obratiště kolejovým trojúhelníkem na dvojkolejné trati

Kolejové trojúhelníky se používají i v tramvajové dopravě, kde slouží k otáčení tramvaje jako tramvajové obratiště. Při umístění obratiště ve formě kolejové trojúhelníku na dvojkolejnou trať jsou použity pouze dvě výhybky – vizte obrázek. V Praze byl trojúhelník v provozu, mimo jiné, v Krči na tramvajové konečné Na Ryšánce či na Smíchově (triangl Laurová); stále je funkční triangl Zvonařka. V Brně byly trojúhelníky využívány po druhé světové válce jako odstavné koleje a výchozí stanice posilových spojů v době konání velkých akcí. Používaly se ale také v Plzni (provizorní triangl na Borech při výluce tramvajové trati) a v liberecké síti – v Proseči nad Nisou (1972–1973, odpojen až v 80. letech 20. století), v Jablonci nad Nisou (1988–1989) a v Šamánkově ulici (1990–1992).
V tramvajové dopravě se pojem kolejový trojúhelník používá též pro trojúhelníkovou sestavu kolejí v uliční křižovatce nesloužící k obracení tramvajových vozů.